# 1908 코파 델 레이 결승전
1908 코파 델 레이 결승전(스페인어: La Final de la Copa del Rey de 1908)은 스페인 축구 컵대회인 코파 델 레이의 6번째 결승전이다. 이 경기는 1908년 4월 12일, 마드리드의 오도넬에서 열렸다. 이 경기는 레알 비고 스포르팅을 2-1로 제압한 마드리드 축구단이 승리했다.

## 경기 상세 정보
| 마드리드 축구단                           | 2 – 1 | 레알 비고 스포르팅 |
| ----------------------------------------- | ----- | ------------------ |
| 산체스 네이라 41′ · 페데리코 레부엘토 2T′ |       | 포사다 85′         |

| 마드리드 축구단:          |
|                           |
| 린지                      |
| 호세 베라온도 (주장)      |
| 노보아                    |
| 호세 마리아 데 아스피운사 |
| 앙리 노르망               |
| 마누엘 야르사             |
| 페드로 파라헤스           |
| 마누엘 프라스트           |
| 산체스 네이라             |
| 페데리코 레부엘토         |
| 프라다                    |

| 레알 비고 스포르팅: |
|                     |
| R. 로페스           |
| 웨어                |
| M. 오카냐           |
| C. 로드리게스       |
| 콘데                |
| 바라하              |
| A. 포사다           |
| 에스테베            |
| 호아킨 야르사       |
| 나글                |
| 호세 로드리게스     |